# Urupukapuka Island
Urupukapuka Island ist eine Insel in der Bay of Islands in Neuseeland. Sie liegt etwa 7,3 km von Paihia entfernt. Administrativ gehört sie zum Far North District.

## Geschichte
Urupukapuka Island war von den Ngare Raumati, einem der ältesten Iwi der Region, besiedelt. 1839 behauptete ein Walfangkapitän, 150 Acres der Insel von Rewa, einem Häuptling der Ngāpuhi, für ein Pferd im Wert von 150 englischen Pfund gekauft zu haben. Rewa bestritt den Anspruch jedoch, der das Pferd nur als Pfand und nicht als gesamte Kaufsumme bezeichnete.
In den späten 1800er Jahren pachteten zwei Europäer Weideland auf der Insel, begannen die Insel zu roden und einen Zaun zu bauen.
1927 war die Otehei Bay Basis für die Angelexpeditionen des US-Autors Zane Grey, später wurde hier ein auf Angler ausgerichtetes Ressort errichtet.
Ein archäologischer Lehrpfad mit Informationstafeln erschließt viele der Fundplätze aus der Zeit der Besiedlung durch die Maori. Die Insel besitzt zahlreiche sandige Strände. Besonders an die Ostküste ist wegen ihrer Riffe ein Tauchgebiet. Die Indico und Paradise Bay sind geschützte Ankerplätze und werden wassersportlich genutzt.

## Flora und Fauna
Auf der Insel gibt es eine Kolonie von Kormoranen. An der Küste wachsen zahlreiche Pohutukawa-Bäume. Maoriregenpfeifer, Austernfischer, Stelzenläufer und Paradiesgans brüten auf der Insel.